# Jahmi'us Ramsey
Jahmi'us Ramsey, né le 9 juin 2001 à Arlington dans le Texas, est un joueur américain de basket-ball évoluant au poste d'arrière.

## Biographie
Lors de la draft 2020, il est sélectionné en 43e position par les Kings de Sacramento.
Le 4 décembre 2020, il signe un contrat de trois saisons en faveur des Kings de Sacramento. Il est coupé en février 2022.
En mars 2024, il signe un contrat de 10 jours en faveur des Raptors de Toronto.

## Palmarès et distinctions individuelles

### Professionnel
- Champion de NBA G League avec le Blue d'Oklahoma City en 2024

### Universitaire
- Big 12 Freshman of the Year (2020)
- Second-team All-Big 12 (2020)

## Statistiques

### Universitaires
| Saison    | Équipe     | Matchs | Titul. | Min./m | % Tir | % 3pts | % LF | Rbds/m. | Pass/m. | Int/m. | Ctr/m. | Pts/m. |
| --------- | ---------- | ------ | ------ | ------ | ----- | ------ | ---- | ------- | ------- | ------ | ------ | ------ |
| 2019-2020 | Texas Tech | 27     | 27     | 31,2   | 44,2  | 42,6   | 64,1 | 4,00    | 2,20    | 1,30   | 0,70   | 15,00  |
| Carrière  | Carrière   | 27     | 27     | 31,2   | 44,2  | 42,6   | 64,1 | 4,00    | 2,20    | 1,30   | 0,70   | 15,00  |

### Professionnelles

#### Saison régulière
| Saison    | Équipe     | Matchs | Titul. | Min./m | % Tir | % 3pts | % LF  | Rbds/m. | Pass/m. | Int/m. | Ctr/m. | Pts/m. |
| --------- | ---------- | ------ | ------ | ------ | ----- | ------ | ----- | ------- | ------- | ------ | ------ | ------ |
| 2020-2021 | Sacramento | 13     | 0      | 7,2    | 39,5  | 26,3   | 100,0 | 0,80    | 0,50    | 0,30   | 0,10   | 3,10   |
| Carrière  | Carrière   | 13     | 0      | 7,2    | 39,5  | 26,3   | 100,0 | 0,80    | 0,50    | 0,30   | 0,10   | 3,10   |